# Konstanty Tukałło

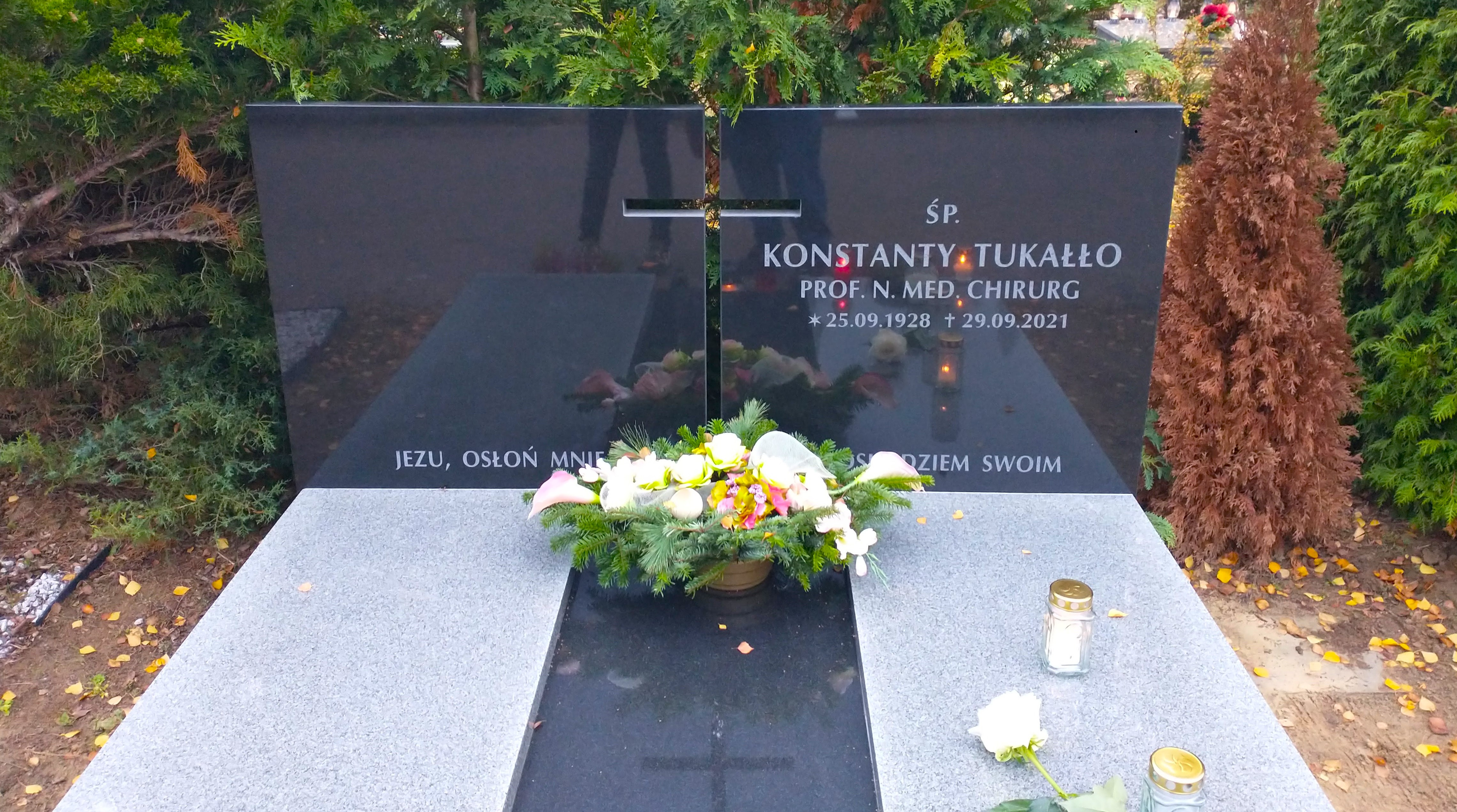
Grób na cmentarzu Junikowo

Konstanty Tukałło (ur. 25 września 1929 w Wilnie, zm. 29 września 2021 w Poznaniu) – polski chirurg, profesor nauk medycznych, senator II kadencji.

## Życiorys
Syn Janusza i Zofii; ojciec pochodził z rodu pieczętującego się herbem Szreniawa. Absolwent Akademii Medycznej w Poznaniu (1953). Uzyskał stopnie doktora (1961) i doktora habilitowanego (1974), a w 1990 otrzymał tytuł profesora nauk medycznych. Pracował jako wykładowca w macierzystej uczelni. Specjalizował się w chirurgii jamy brzusznej. Zajął się także praktyką jako biegły sądowy. Był kierownikiem Kliniki Chirurgii na Wydziale Pielęgniarstwa AM w Poznaniu. Zajmował stanowisko profesora zwyczajnego w Wyższej Szkole Gospodarki Krajowej w Kutnie.
W 1980 wstąpił do „Solidarności”. W latach 1991–1993 sprawował mandat senatora II kadencji z ramienia Unii Demokratycznej, reprezentując województwo poznańskie. W 1993 bez powodzenia ubiegał się o reelekcję. Od 1994 należał do Unii Wolności.
Wyróżniony tytułem honorowego obywatela Krotoszyna. Został pochowany na cmentarzu Junikowo w Poznaniu.